# كاشيه (إشارة)
في مجال جمع الطوابع، الكاشيه (النطق الفرنسي: [kaʃe]) هو تصميم على شكل إشارة أو نقش مطبوع أو مختوم، بخلاف طابع الإلغاء أو طابع البريد المختوم مسبقًا، على مظروف أو بطاقة بريدية لإحياء ذكرى حدث بريدي أو طوابعي.

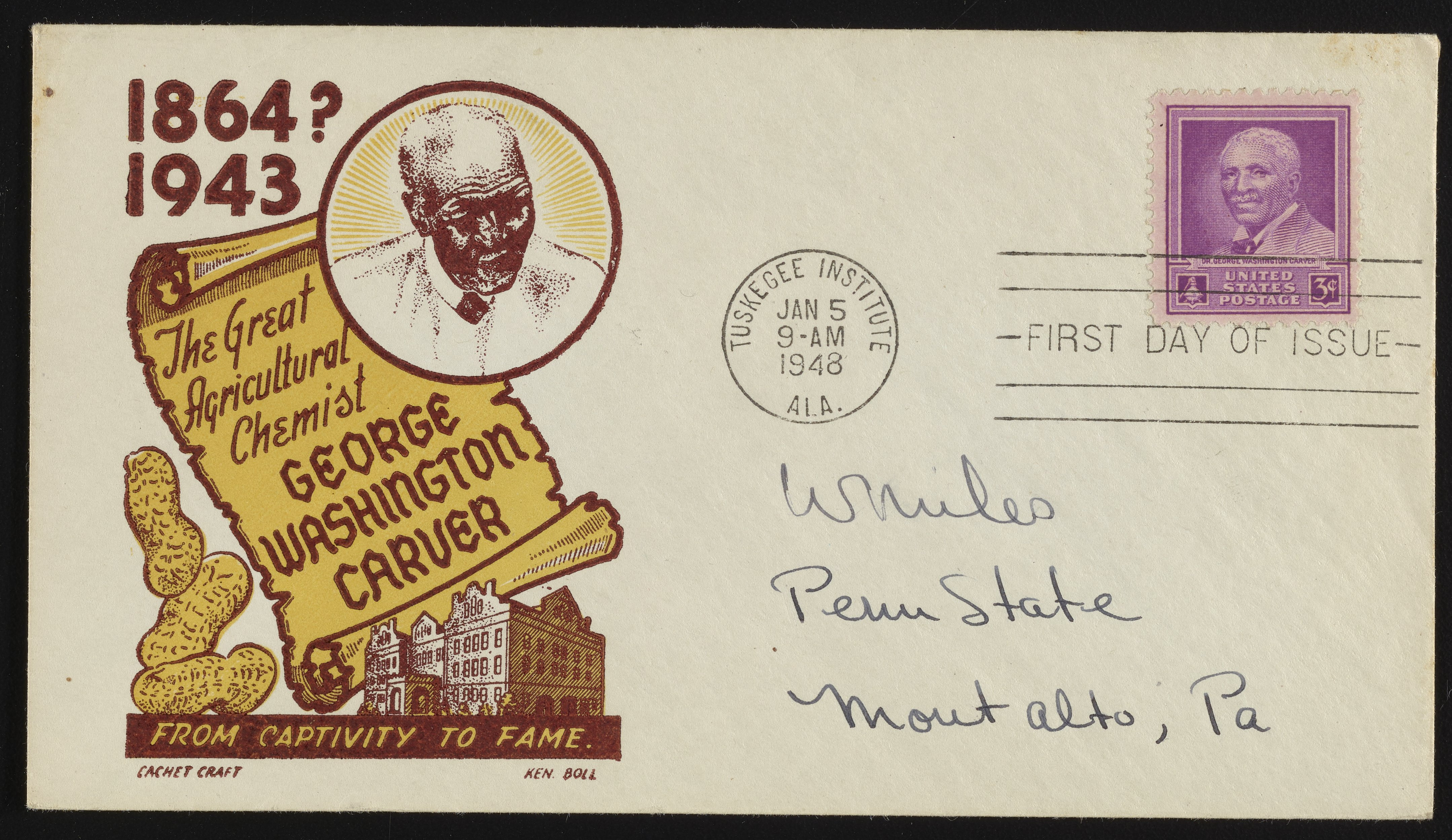
إشارة (على اليسار) تخليدًا لذكرى جورج واشنطن كارفر على غلاف اليوم الأول الصادر في الولايات المتحدة الأمريكية

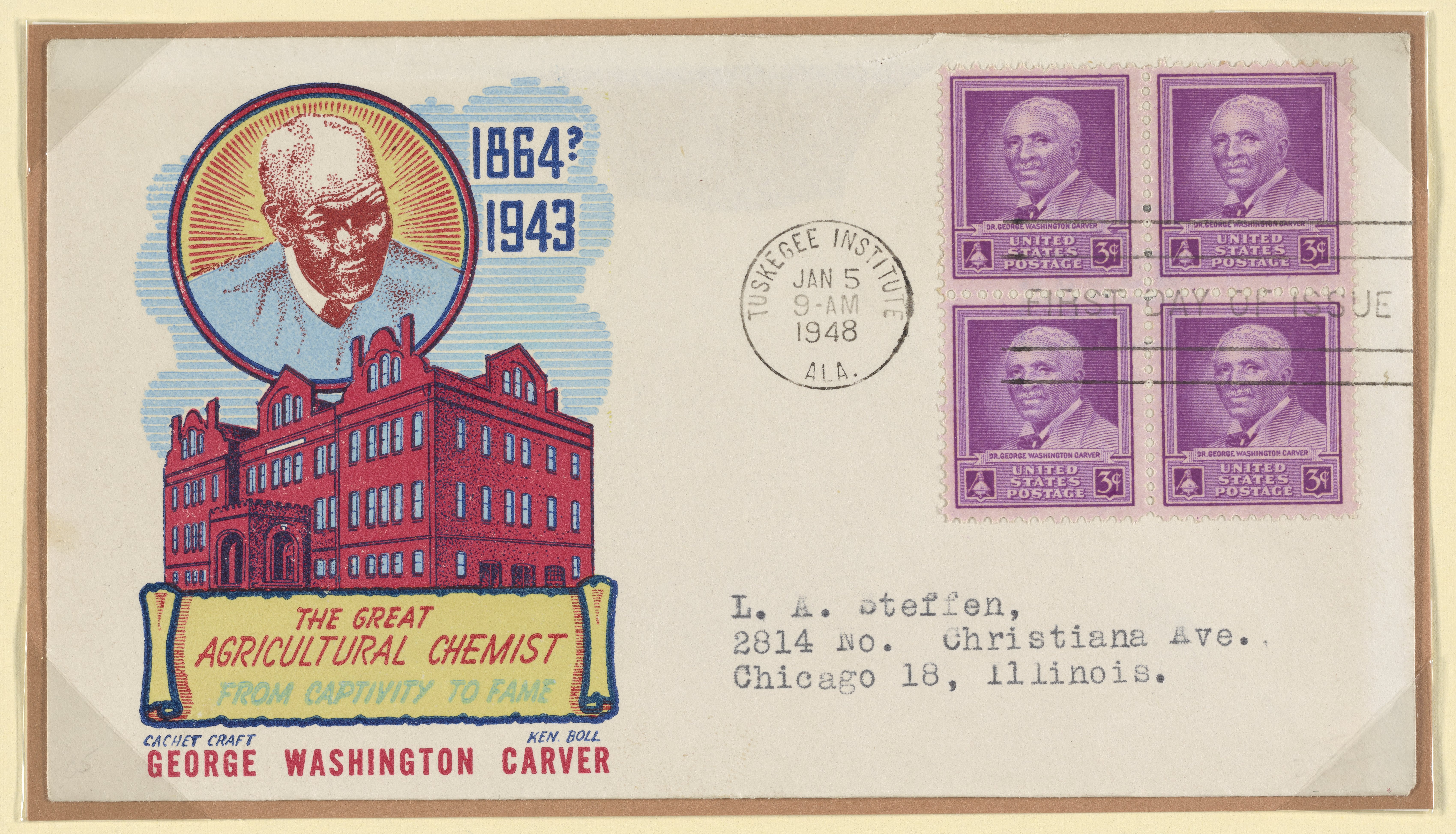
إشارة (على اليسار) تخليدًا لذكرى جورج واشنطن كارفر على غلاف اليوم الأول الصادر في الولايات المتحدة الأمريكية

هناك أختام كاشيه (إشارة) رسمية وخاصة (مستقلة عن السلطات البريدية). وهي تُخلّد ذكرى كل شيء، من أول رحلة على مسار معين، إلى مباراة السوبر بول. كما تُصنع الكاشيه (إشارة) بشكل متكرر، إما من قِبل شركات خاصة أو حكومية، لفعاليات اليوم الأول من إصدار الطوابع أو فعاليات اليوم الثاني من إصدار الطوابع. وغالبًا ما تُوجد كاشيه (إشارة) على أغلفة هذه الفعاليات.
طبع أول غلاف تذكاري لليوم الأول (FDC) بواسطة هواة جمع الطوابع وصانع الطوابع البارز جورج وارد لين في عام 1923، لإصدار طابع تذكاري لوارن جي هاردينغ.

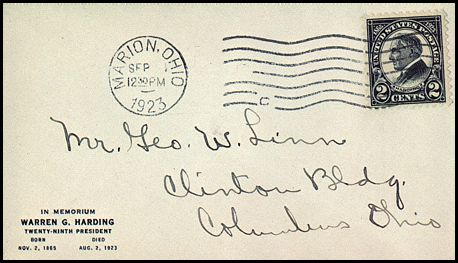
ختم جورج دبليو لين (في الزاوية اليسرى السفلية) في إصدار هاردينج التذكاري وهو نوع من الكاشيه (الإشارة)

يُعد صنع كاشيه (الإشارة) شكلاً فنياً، ويمكن إنتاج الإشارة باستخدام أي عدد من الطرق، بما في ذلك الرسم أو الطلاء مباشرة على المغلف، والطباعة الحريرية، والطباعة بالصحيفة، والطباعة الحجرية، والنقش، والطباعة بالليزر، وإرفاق الصور أو غيرها من التذكارات الورقية، وما إلى ذلك. في كثير من الأحيان، يختم بالإشارات الجوية (التي استُخدمت أيضًا في بريد الفضاء وصور مغلفات بريد الصعود على القمر) بختم مطاطي.
أكبر وأشهر شركات تصنيع الكاشيه (الإشارة)، والتي تنتج عادةً آلاف أو عشرات الآلاف من الإشارات المطبوعة لإصدارات الطوابع الأمريكية، هي شركة آرت كرافت (1939–2015)،
وشركة آرت ماستر، فليتوود، بيت فارنام، وكولورانو.